# トロパリョヴォ駅
トロパリョヴォ駅（トロパリョヴォえき、ロシア語: Тропарёво）は、モスクワ地下鉄・ソコーリニチェスカヤ線の駅で、ユーゴ＝ザーパドナヤ駅とルミャンツェヴォ駅の間にある。

## 歴史
2014年12月8日に開業した。